# Герхард Смели
Герхард Смели (на немски: Gerhard (Gerd) von Oldenburg, der Mutige, der Streitbare, * 1430, † 1500) от род Дом Олденбург е от 1450 г. граф на Олденбург и владетел на Графство Делменхорст от 1440 до 1482 г. Той е и известен пират.
Герхард е третият син на граф Дитрих фон Олденбург (1390–1440) и втората му съпруга Хайлвиг фон Холщайн (1400 – 1436), дъщеря на граф Герхард VI фон Холщайн-Рендсбург (1367 – 1404) и Катерина Елизабет фон Брауншвайг-Люнебург (1385 – 1423). След смъртта на майка му братятата са възпитавани в двора на техния чичо Адолф VIII (1401 – 1459), последният граф от род Шауенбург и Холщайн.
През 1448 г. брат му Христиан фон Олденбург и Делменхорст (1426 – 1481) става крал на Дания и се отказва от претенциите си за Олденбург и Делменхорст. Другият му брат Мориц IV (1428 – 1464) трябва да стане духовник. През 1450 г. Герхард получава Олденбург. Още в началото той възстановява унищожения от фризите през 1423 г. замък Ври-Яде в Яде. През 1454 г. той построява сборен пункт за неговите грабежни кораби и започва през май и юни да напада големи търговски кораби. Той завладява единадесет кораба. Брат му Мориц IV се отказва от духовническата си служба и се жени. От 1463 г. Герхард трябва да управлява заедно с него по настяване на жителите. През 1464 г. Мориц умира от чума и Герхард става надзорник на племенника си Якоб фон Олденбург-Делменхорст (1463 – 1484).
Герхард побеждава Източна Фризия през 1457 г. и през 1462 г. построява граничната крепост Нойенбург.
През 1459 г. умира чичо му Адолф VIII. За да получи наследството си Герхад напада брат си Христиан през 1465 и 1466 г. в Холщайн и иска да бъде назначен от него като управител. Христиан завладява отново превзетите дворци от Герхард. През 1473 г. Герхад тръгва против Делменхорст, за да изгони племенника си Якоб, но се отказава по съвет на графа на Хоя.
Герхад провежда грабежни походи в Бремен и Хамбург, които му стават врагове. Той има добри контакти с Шарл Дръзки, който му помага при обсадата на Нойс (юли 1474 до юни 1475).
През 1480 г. съседите на Герхард започват война против него заради пиратството му. Ханбургерите разрушават замък Ври-Яде. Плененият му син Алф е освободен от плен през 1481 г. след плащане на голяма сума. През януари 1482 г. съюзниците завладяват Делменхорст и през април Вестербург. Замъкът е разрушен и Герхард и синовете му се предават. Графът трябва да се оттегли в манастир Растеде, но отива в чужбина. През 1487 г. той участва отново в нападения на холандски и ханзиатски кораби. Той умира в Пиренеите по време на поклонението му за Сантяго де Компостела.
След неговата смърт той е последван като граф на Олденбург от син му Йохан V.

## Фамилия
Герхард се жени през 1453 г. за Аделхайд фон Текленбург (* 1435, † 2 март 1477), дъщеря на граф Ото VII († 1450) от Текленбург-Шверин и Ерменгард фон Хоя. Двамата имат децата:
- Герхард (* 1454; † 1470)
- Дитрих (* ок. 1456; † 1463)
- Адолф (Алф) (* 1458; † 17 февруари 1500), убит в битката при Хемингщет
- Христиан (* 1459; † 1492)
- Йохан V (* 1460; † 1526), граф на Олденбург (1500-1526)
- Ото (* ок. 1464; † 17 февруари 1500), убит в битката при Хемингщет
- Елизабет (* 1468; † 1505)
- Анна (* 1469; † 1505)
- Ирмгард (* ок. 1471; † 1522)
- Хедвиг (* ок. 1473; † 1502)
- Аделхайд (* ок. 1475; † 1513)